# Anillo decodificador secreto

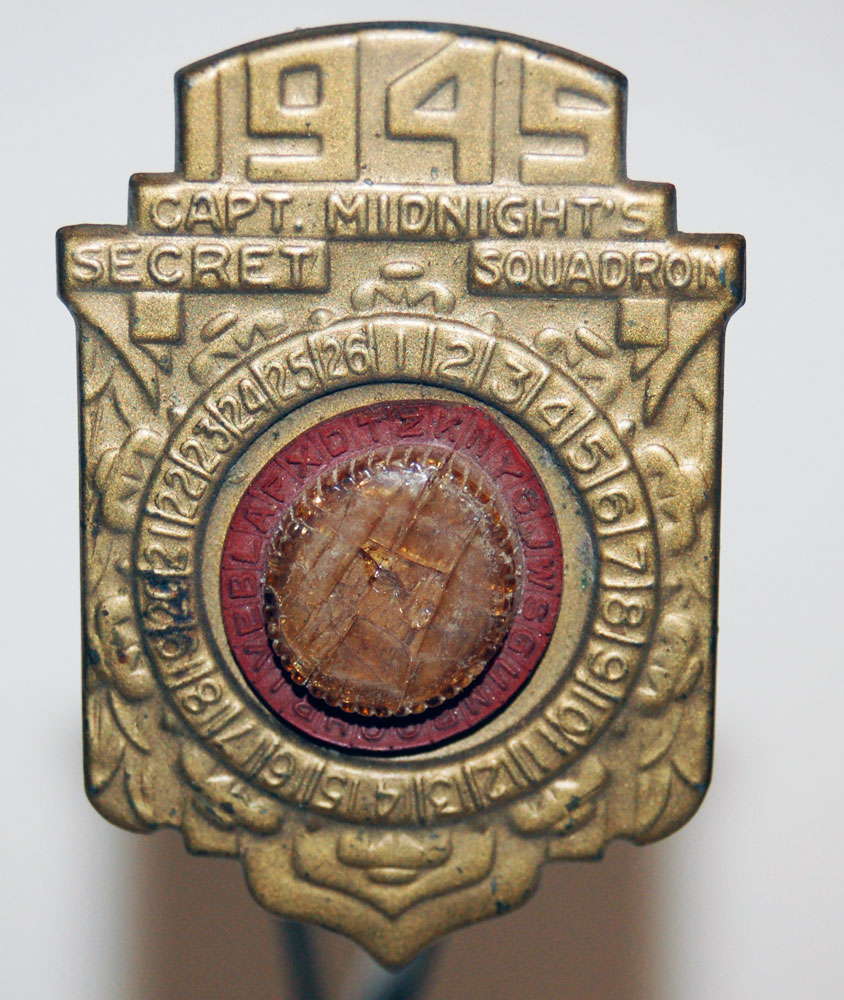
Una insignia decodificadora del Capitán Medianoche

Un anillo decodificador secreto (o decodificador secreto ) es un juguete dispositivo que permite decodificar un cifrado de sustitución simple, o encriptar un mensaje trabajando en la dirección opuesta.
Los decodificadores secretos, como juguetes económicos, se han utilizado a menudo como artículos promocionales por parte de minoristas y en programas de radio y televisión desde la década de 1930 hasta la actualidad. Los decodificadores, ya sean insignias o anillos, son una forma entretenida para que los niños aprovechen una fascinación común por el cifrado, las cifras y los códigos secretos, y se utilizan para enviar mensajes ocultos entre ellos.

## Historia
Los decodificadores secretos son generalmente escalas circulares, descendientes del disco de cifrado desarrollado en el siglo XV por Leon Battista Alberti . En lugar del complejo método de cifrado polialfabético Alberti, los decodificadores para niños invariablemente utilizan sustituciones simples del cifrado César .El ejemplo más conocido comenzó en 1934 con el programa de radio patrocinado por la compañía Ovaltine , Little Orphan Annie. El club de fans del programa, "Radio Orphan Annie's Secret Society", distribuyó un manual para miembros que incluía un cifrado de sustitución simple con un texto cifrado numérico resultante. Al año siguiente, se lanzó un pin de membresía que incluía un disco cifrado que codificaba las letras de la A a la Z hasta los números del 1 al 26. Entre 1935 y 1940 se fabricaron decodificadores metálicos con fines promocionales. A partir de 1941 se empezaron a fabricar decodificadores de papel. Insignias de metal y decodificadores de bolsillo similares continuaron con los programas de radio y televisión de Captain Midnight.
Ninguno de estos primeros decodificadores tenía la forma de anillo de dedo ; sin embargo, los anillos de "compartimento secreto" eran premios comunes en los programas de radio.  A principios de la década de 1960, aparecieron anillos decodificadores secretos, en particular en relación con el programa de televisión Jonny Quest patrocinado por PF Shoes . Kix Cereals ofreció un anillo decodificador posterior, menos ornamentado. 
Hoy en día, empresas como Retroworks y ThinkGeek.

## Mensajes
Ovaltine y otras empresas que comercializaron los primeros decodificadores para niños a menudo incluían "mensajes secretos" en sus programas de radio dirigidos a niños. Estos podrían decodificarse para obtener una vista previa del próximo episodio del programa.